# Lenie Onzia
Lenie Onzia (Borgerhout, 30 mei 1989) is een Belgische voetbalster die sinds seizoen 2020/21 uitkomt voor Oud-Heverlee Leuven.

## Carrière

### Jeugd en Eerste Klasse
Onzia begon haar carrière bij de jongens van Boechoutse VV, via Bacwalde SK (ook jongens) kwam ze in 2001 bij Kontich FC (meisjes) terecht en later bij Oud Heverlee Leuven. Voor die laatste club maakte ze haar debuut in de Eerste Klasse, het hoogste niveau op het gebied van vrouwenvoetbal in België. Ze speelde in haar eerste seizoen 24 wedstrijden en wist 17 keer te scoren. Het leverde haar een transfer op naar Arsenal.

### Arsenal
Bij de Engelse topclub Arsenal kwam Onzia niet aan spelen toe in het eerste team. Ze werkte haar wedstrijden af bij de beloften en zat af en toe op de bank bij het eerste elftal. Na een jaar besluit ze dat het tijd is voor een nieuwe stap en gaat in op een aanbieding van het Nederlandse FC Twente dat uitkomt in de Eredivisie.

### FC Twente
In haar eerste seizoen bij FC Twente speelde Onzia een groot deel van de duels, maar had niet altijd een vaste basisplaats. Tweemaal trof ze doel voor de Tukkers. In haar tweede seizoen kwam ze niet veel in actie voor de club. Aan het eind van het seizoen kreeg ze dan ook te horen dat ze moest vertrekken.

### VVV-Venlo
Op 22 mei 2010 werd bekend dat Onzia in seizoen 2010/11 uitkomt voor VVV-Venlo, dat dan voor het eerste deelneemt aan de Eredivisie. Bij VVV speelde ze één seizoen. Ze kwam alle 21 wedstrijden in actie en scoorde daarin viermaal.

### WD Lierse
Met ingang van seizoen 2011/12 komt Onzia uit voor WD Lierse SK.

## Erelijst
- Engels landskampioen: 2008 (Arsenal)
- FA Women's Cup: 2008 (Arsenal)

## Statistieken
| Seizoen | Club                | Land      | Competitie             | Wedstrijden | Doelpunten |
| ------- | ------------------- | --------- | ---------------------- | ----------- | ---------- |
| 2006/07 | Oud-Heverlee Leuven | België    | Eerste Klasse          | 24          | 17         |
| 2007/08 | Arsenal Ladies FC   | Engeland  | Women's Premier League | 0           | 0          |
| 2008/09 | FC Twente           | Nederland | Eredivisie             | 21          | 2          |
| 2009/10 | FC Twente           | Nederland | Eredivisie             | 4           | 0          |
| 2010/11 | VVV-Venlo           | Nederland | Eredivisie             | 21          | 4          |
| Totaal  | Totaal              | Totaal    | Totaal                 | 70          | 23         |

Bijgewerkt op 18 mei 2011 08:56 (CEST)